# Jean de Nanton
Ne doit pas être confondu avec Jean de Nant.
Jean de Nanton est un archevêque de Sens du XVe siècle, élu après la mort d'Henri de Savoisy (13 mars 1422) alors que la ville et la province se trouvaient sous la domination des Anglais, mort en détention au prieuré de Joigny le 30 juin 1432.

## Origines et avènement
Il est neveu d'un autre Jean de Nanton  (ou Jean de Nant), archevêque de Vienne de 1405 à 1423, puis évêque de Paris alors que la capitale était gouvernée par les Anglais († 7 octobre 1426). Cette famille tire son nom d'un ancien château situé en Bourgogne, dans le diocèse de Chalon, non loin de Cluny. L'archevêque de Sens était le fils d'un troisième Jean de Nanton, seigneur de Cruzilles, de Pizay et de Noblens, co-seigneur de Nanton, frère aîné de l'évêque de Paris. Son propre frère aîné, héritier des titres familiaux, s'appelait Étienne de Nanton.
La ville de Sens, auparavant aux mains des Armagnacs, fut prise par les Anglo-Bourguignons le 11 juin 1420 (quelques jours après le mariage, célébré à Troyes le 2 juin par l'archevêque Henri de Savoisy, du roi d'Angleterre Henri V et de Catherine de Valois). Henri de Savoisy, auparavant exclu de sa métropole parce que tenant du duc de Bourgogne, y fut alors intronisé en présence de deux rois, deux reines et du duc Philippe le Bon. Mais la guerre civile avec les partisans du dauphin Charles (roi Charles VII à partir du 21 octobre 1422) se poursuivait. Henri de Savoisy lui-même, abandonnant Sens, se réfugia dans le château fortifié de cousins à Seignelay, où il mourut le 13 mars 1422.
À cette date une bonne part du chapitre de la cathédrale, chargé de l'élection des archevêques, avait fui. Jean de Nanton, qui était depuis 1409 abbé de Saint-Germain d'Auxerre, fut élu par un petit groupe de chanoines sur la présentation des autorités anglo-bourguignonnes. Il ne fit son entrée officielle dans la ville que le 21 juin 1429. Du fait de la guerre qui faisait toujours rage, on s'accorda pour simplifier et sécuriser le cérémonial : en principe, le nouvel arrivant devait s'arrêter avec sa suite, la veille de son intronisation, dans l'abbaye Saint-Pierre-le-Vif, où l'abbé devait héberger tout le monde pendant vingt-quatre heures ; en cette occasion, on décida que la cérémonie de l'accueil aurait lieu en une église dépendant du monastère située à l'intérieur des murs de la ville, Saint-Pierre-du-Donjon ; un acte fut dressé entre l'archevêque et l'abbé Dreux de Montaudier.

## Le concile de Paris de 1429
Auparavant, l'archevêque élu avait tenu à Paris, alors sous administration du duc de Bedford, un concile de sa province ecclésiastique. Quatre de ses suffragants étaient présents : Jacques du Chastelier, évêque de Paris, Jean l'Aiguisé, évêque de Troyes, Jean de Briou, évêque de Meaux, et Jean de Frétigny, évêque de Chartres, tous élus sur la présentation du roi d'Angleterre ou du duc de Bourgogne (sauf peut-être Jean l'Aiguisé). Les trois autres suffragants s'étaient fait excuser : Jean de Saint-Michel, évêque d'Orléans, ennemi des Anglais et assiégé par eux dans sa ville, Jean de Corbie, évêque d'Auxerre, et Robert de Dangueil, évêque de Nevers (ces deux derniers pour des motifs ignorés). Le concile fut ouvert le 29 janvier 1429 au prieuré Saint-Éloi (dans l'île de la Cité) et il fut conclu le 10 mai suivant.
Ce concile avait été convoqué par le duc de Bedford lui-même. Il n'en protesta pas moins, sous l'inspiration principale de Jean l'Aiguisé, contre les mesures financières prises à l'encontre du clergé français par le gouverneur anglais : celui-ci s'était entendu en 1428 avec le pape Martin V pour le taxer d'un double décime, l'un perçu par les Anglais pour la guerre contre Charles VII, l'autre perçu par le Saint-Siège pour les dépenses d'une croisade projetée contre les Hussites. Le concile déclara solennellement en appeler au pape qui aurait été mal informé, et si justice n'était pas rendue en cour de Rome, au prochain concile général. Contre Bedford, il alla jusqu'à la menace : « Le régent doit réfléchir aux misères et aux calamités dont le Seigneur n'a jamais manqué de frapper les princes qui ont voulu opprimer ainsi son Église rachetée de son précieux sang : les uns ont péri de mort violente, les autres ont été réduits en captivité, d'autres enfin ont été dépossédés des plus puissants royaumes ».
On adopta aussi dans ce concile de nouveaux statuts pour la province, divisés en quarante-et-un articles. Les sept premiers regardent le service divin (dont l'interdiction des jeux accompagnés d'actions indécentes pendant les fêtes des saints). Les quatre suivants portent sur les devoirs des évêques (entre autres pour le choix des titulaires de bénéfices). Les neuf suivants réforment les monastères des ordres bénédictin et augustin. Ensuite il y en a cinq sur la réforme des mœurs ecclésiastiques (interdiction d'aller au cabaret, de trafiquer, de jouer publiquement en chemise à la paume, de porter des habits rouges ou verts, d'avoir des concubines). Les seize autres articles concernent les laïcs (interdiction des « œuvres serviles » les dimanches et fêtes, nommément l'exercice des métiers de barbier et de maréchal-ferrant, peines renouvelées contre les blasphémateurs, notamment ceux qui y seront pris pour la troisième fois, nécessité de la confession aux cinq grandes fêtes de l'année et au commencement du Carême...).

## Fin de carrière
Après l'expulsion de la garnison anglaise de la ville de Sens (janvier 1430), Jean de Nanton fut arrêté par des gens d'armes du roi Charles VII et enfermé dans le prieuré de Joigny, où il serait mort des mauvais traitements qui lui furent infligés. Cette arrestation se fit dans des circonstances peu nettes. Il fut inhumé dans l'église abbatiale de l'abbaye cistercienne de Bellevaux en Franche-Comté, où d'autres membres de sa famille avaient leur sépulture.          